# Luc Vandeweghe
Luc Vandeweghe (Oostende, 19 februari 1914 - Anderlecht, 24 juli 1985), ook bekend onder zijn pseudoniem E. Troch, was een Belgisch journalist en redacteur.

## Levensloop
Vandeweghe was actief in de Katholieke Vlaamse studentenbeweging, alwaar hij gevormd werd als flamingant. Hij studeerde aan de Katholieke Universiteit Leuven alwaar hij in 1936 afstudeerde als licentiaat 'thomistische wijsbegeerte' en in 1937 als licentiaat 'wijsbegeerte en letteren, moderne geschiedenis'. Eveneens in 1937 behaalde hij het diploma van rijksarchivaris.
In oktober 1940 werd hij leraar aan het Koninklijk Atheneum van Mechelen, een functie die hij uitoefende tot oktober 1945. Tevens werd hij in deze periode lid van het VNV, deed hij lezingen voor collaborerende studiekringen en werkte hij mee aan een drietal bijdragen over internationale onderwerpen voor het weekblad De Nationaal-Socialist. Voor deze activiteiten werd hij na de Tweede Wereldoorlog gedagvaard voor een ereraad en verloor hij zijn job als leraar. Vervolgens werkte hij mee aan Rommelpot, een anti-repressieweekblad.
In oktober 1945 werd hij 'redacteur buitenland' bij De Nieuwe Standaard, een functie die hij uitoefende tot april 1947 toen hij 'chef buitenland' werd bij dit dagblad. In oktober 1950 werd hij 'chef buitenland' van De Standaard en in januari 1960 redactiedirecteur, een functie die hij uitoefende tot het faillissement van de NV De Standaard in 1976. Hij bleef actief bij deze krant als columnist buitenlandse politiek tot 1979. Tevens werkte hij mee aan de tijdschriften Reflector van het Hedendaagse Wereldgebeuren, De Maand en het Tijdschrift voor Diplomatie, alsook voor de BRT.